# NSU 1000
Der NSU Prinz 1000 und der NSU 1000 waren PKW-Modelle der NSU Motorenwerke AG, die von 1964 bis 1972 in verschiedenen Varianten gebaut wurden. Sie basierten auf dem NSU Prinz 4, waren jedoch mit einer Länge von 3,8 m eine Klasse größer.

## Prinz 1000

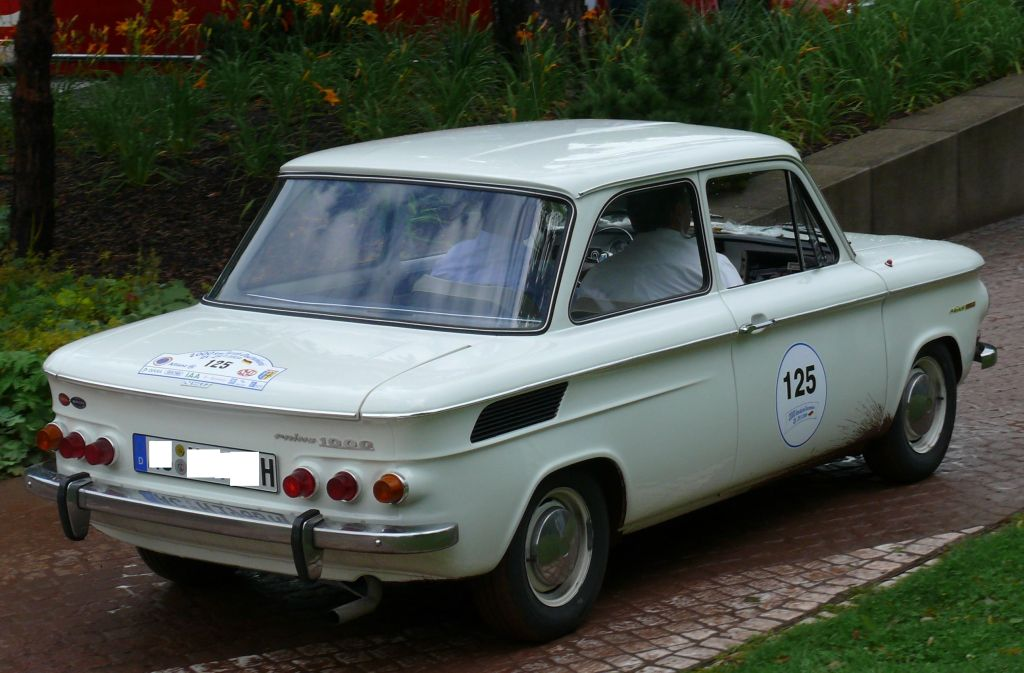
NSU Prinz 1000 (Heckansicht)

1963 stellte NSU sein erstes Modell mit vier Zylindern und Doppelkettenantrieb der obenliegenden Nockenwelle vor. Der luftgekühlte Vierzylindermotor des Typ 67a stand leicht nach hinten geneigt quer im Heck. Aus 996 cm³ Hubraum schöpfte er 43 PS (31,6 kW) Leistung und ein Drehmoment von 7,3 mkp (71,6 Nm), womit der Wagen 135 km/h erreichen konnte.
Der Prinz 1000 und seine Folgemodelle waren für ihre Zeit – und vor allem für die Wagenklasse – modern: der Motor hatte mit obenliegender Nockenwelle und Querstromzylinderkopf viel Potenzial für Leistungssteigerungen. Einzelradaufhängung mit Doppelquerlenkern an der Vorderachse und eine Schräglenkerhinterachse mit gummigelagerten Gelenken an den Rädern (ähnlich wie bei den kleinen Heckmotorwagen von FIAT) sorgte für sportliche Fahreigenschaften, wie sie damals sonst nur BMW und Porsche zu bieten hatten. Entsprechend beliebt und erfolgreich waren die Vierzylindertypen von NSU bei Tunern und als Basis für den Rennsport. 1965 wurde die Sportvariante TT, ein Jahr später in sehr geringer Stückzahl der noch stärkere TTS eingeführt.
Ein ungewöhnliches Detail waren die Rückfahrscheinwerfer: Diese waren an der Unterseite der Blinkleuchten in der jeweils äußersten der drei kegelstumpfförmigen Leuchten angebracht und strahlten nach unten auf den verchromten Heckstoßfänger. Von dort wurde das weiße Licht nach hinten gespiegelt und war so für nachfolgende Autofahrer (mehr oder weniger) sichtbar.

### Technische Daten
|                                | Prinz 1000                       |
| Motorkenndaten                 |                                  |
| Motortyp                       | 4 Zylinder (Reihenmotor)         |
| Ventilsteuerung                | OHC                              |
| Gemischaufbereitung            | 1 Fallstromvergaser Solex 34 PCI |
| Kühlung                        | Luftkühlung                      |
| Bohrung × Hub                  | 69 × 66,6 mm                     |
| Hubraum                        | 996 cm³                          |
| Verdichtungsverhältnis         | 7,5:1                            |
| max. Leistung bei min−1        | 32 kW (43 PS) / 5500             |
| max. Drehmoment bei min−1      | 71 Nm / 3500                     |
| Kraftübertragung               |                                  |
| Antrieb                        | Heckantrieb                      |
| Getriebe                       | 4-Gang-Schaltgetriebe            |
| Messwerte                      |                                  |
| Höchstgeschwindigkeit          | 135 km/h                         |
| Beschleunigung, 0–100 km/h     | 20 s                             |
| Kraftstoffverbrauch auf 100 km | 9 l                              |
| Kraftstofftank                 | 37 l                             |
| Quelle:                        |                                  |

## 1000/1000 C

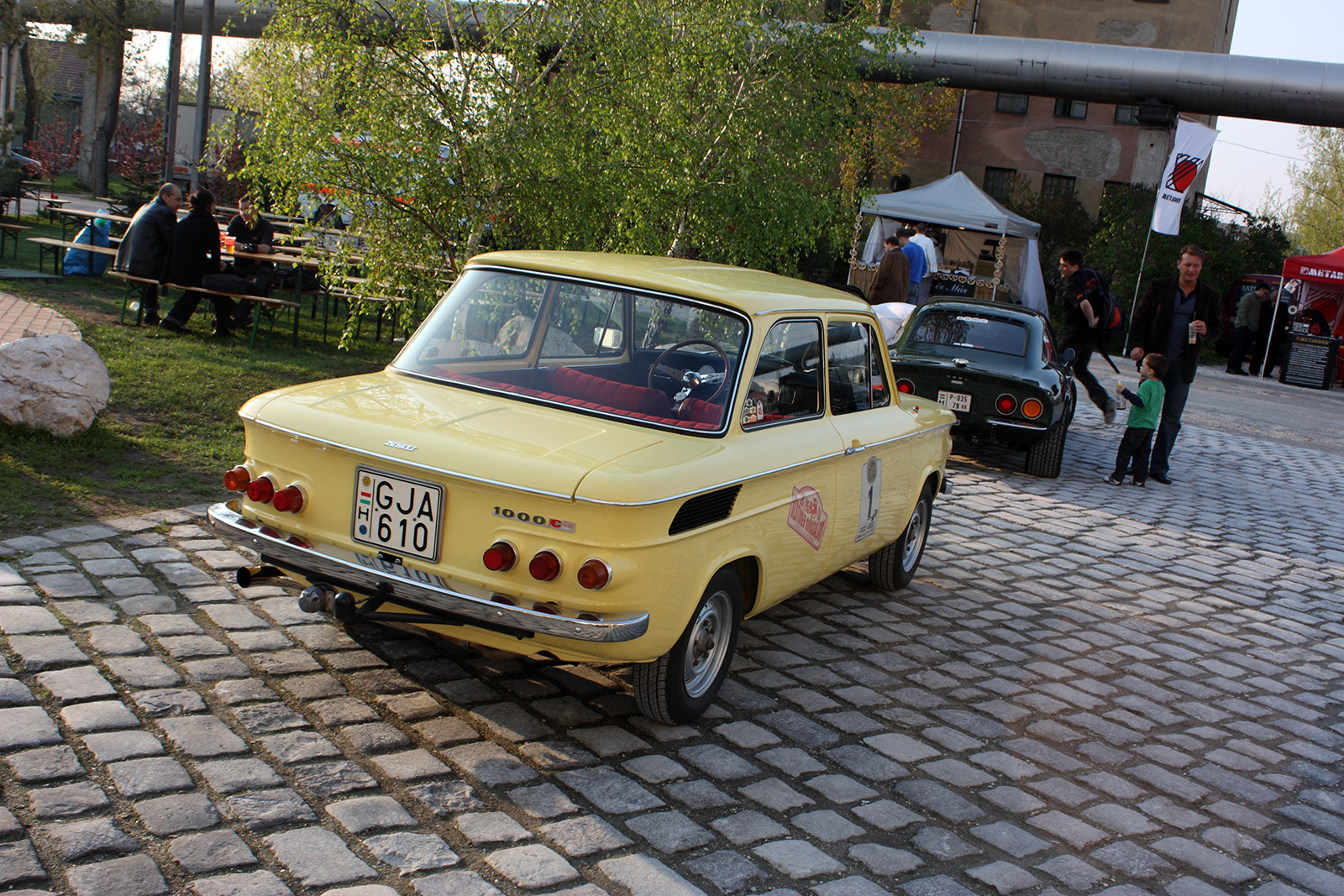
NSU 1000 C (Heckansicht)

Im Februar 1967 entfiel der Namenszusatz „Prinz“ und der Wagen wurde nur noch als „NSU 1000“ bzw. „NSU 1000 C“ angeboten. Gleichzeitig wurde der 1,0-Liter-Motor auf Normalbenzin umgestellt. Die Leistung fiel auf 40 PS (29 kW), das Drehmoment auf 7,0 mkp (68,7 Nm). Der nun Typ 67e genannte Wagen war um 20 kg schwerer; die Höchstgeschwindigkeit sank auf 131 km/h.
Im Dezember 1972 endete die Fertigung. Insgesamt waren etwa 196.000 NSU Prinz 1000 und NSU 1000 entstanden.
Die Nordex S.A. in Montevideo montierte das Modell Prinz 4 und zwei von Prinz 4 und Prinz 1000 abgeleitete Modelle, die in Europa nicht erhältlich waren.
Es waren Eigenentwicklungen der Nordex S.A. ausschließlich für den südamerikanischen Markt.

### Technische Daten
|                                | 1000                             |
| Motorkenndaten                 |                                  |
| Motortyp                       | 4 Zylinder (Reihenmotor)         |
| Ventilsteuerung                | OHC                              |
| Gemischaufbereitung            | 1 Fallstromvergaser Solex 34 PCI |
| Kühlung                        | Luftkühlung                      |
| Bohrung × Hub                  | 69 × 66,6 mm                     |
| Hubraum                        | 996 cm³                          |
| Verdichtungsverhältnis         | 7,5:1                            |
| max. Leistung bei min−1        | 30 kW (40 PS) / 5500             |
| max. Drehmoment bei min−1      | 68 Nm / 3250                     |
| Kraftübertragung               |                                  |
| Antrieb                        | Heckantrieb                      |
| Getriebe                       | 4-Gang-Schaltgetriebe            |
| Messwerte                      |                                  |
| Höchstgeschwindigkeit          | 131 km/h                         |
| Beschleunigung, 0–100 km/h     | 20 s                             |
| Kraftstoffverbrauch auf 100 km | 9 l                              |
| Kraftstofftank                 | 37 l                             |
| Quelle:                        |                                  |